# Núria Jar
Núria Jar   (Barcelona, 1985) és una periodista freelance catalana especialitzada en ciència i salut.
Va començar a treballar de periodista a Ràdio Sabadell el 2005 on va fer el programa matinal d'informació. Després va passar a COMRàdio i al programa Via Lliure de RAC1. El 2023 col·labora amb diversos mitjans com la Revista 5W, El Matí de Catalunya Ràdio, Sinc, Muy Interesante o Planta Baixa de TV3. El 2917 va rebre el premi Concha García Campoy al periodisme científic. El 2021 va guanyar el premi Prismas per un podcast de divulgació científica amb dones investigadores. És una de les nou científiques catalanes que a través del Projecte Hypatia l'abril del 2023 aniran a un desert d'Utah per estudiar les condicions de Mart des d'un paisatge geològicament similar.